# Pierre Louis Roederer
 (avril 2025).
Pour les articles homonymes, voir Roederer.
Pierre Louis, 3e comte Roederer (Paris, 9 avril 1856 - ibidem 19 avril 1940) est un militaire et industriel français. Il est l'arrière-petit-fils de Pierre-Louis Roederer (1754-1835), homme politique français de la Révolution et de l'Empire.

## Carrière militaire
- 1876 : Élève de l'École spéciale militaire de Saint-Cyr
- 1878 :  École d'application de la cavalerie de Saumur
- 1879 : Sous-lieutenant au 22e régiment de dragons
- 1882 : Lieutenant au 21e régiment de dragons
- 1884 : Capitaine au 3e régiment de dragons
- 1895 : Chef d'escadron au 6e régiment de dragons
- 1897 : démissionnaire

## Carrière civile
Président de Saint-Gobain de 1931 à 1936, président honoraire des manufactures de glaces et produits chimiques de Saint-Gobain, trésorier perpétuel de l'Académie d'agriculture, conseiller général du canton du Mêle-sur-Sarthe, maire de Bursard.

## Décorations
- Commandeur de la Légion d'honneur (1938)[2]